# Antoni Anguera Hoppe
Antoni Anguera Hoppe (Reus 18 d'abril de 1895 - Barcelona 1 de gener de 1939) va ser metge cirurgià i excursionista.
Fill d'Alexandre Anguera Janey, propietari, de Reus, i de Trinitat Hoppe Portero, de Barcelona, després dels estudis a l'Institut de Reus va entrar a la Facultat de Medicina de la Universitat de Barcelona. Va viure a Reus, on l'any 1920 era un membre destacat de la junta de la Secció Excursionista del Centre de Lectura, publicant alguns articles sobre excursions a la Revista de l'entitat.
L'any 1931 residia a Barcelona, on va entrar al Col·legi de Metges d'aquella ciutat, i va començar a treballar com a cirurgià al cos facultatiu de l'Hospital del Sagrat Cor.
El 1936, als inicis de la guerra civil, l'Hospital va ser requisat per la CNT. Les monges que actuaven d'infermeres, les Germanes Hospitalàries del Sagrat Cor de Jesús, van marxar de l'hospital, que va passar a anomenar-se «Hospital Cardenal», en memòria del cirurgià i antic director del Centre així que la Generalitat republicana se'n va fer càrrec, a finals del mes de juliol de 1936.
Antoni Anguera va seguir com a metge de l'Hospital, on l'any 1938 va assistir a un grup de persones ferides per un bombardeig franquista. l'1 de gener de 1939 una bomba va caure a l'hospital i Anguera i una infermera van ser ferits greument. L'infermera va morir al cap de poc, però Anguera encara va poder arribar a l'Hospital Clínic, i allà va morir. Se'ls va enterrar el dia 3 amb la presència de diverses autoritats mèdiques i polítiques. El diari Solidaridad Obrera li va dedicar una extensa necrològica i deia que Antoni Anguera era afiliat a la CNT i membre del Sindicat de Sanitat.